# Acid King
Acid King ist eine Stoner-Doom-Band aus San Francisco. Sie wurde 1993 von Lori S. (Sängerin und Gitarristin), Joey Osbourne (Schlagzeuger) und Peter Lucas (Bassist) gegründet. Seitdem hat die Band (mit wechselnder Besetzung) fünf Studioalben sowie drei EPs aufgenommen.

## Geschichte
Der Name der Band ist auf das Buch Say You Love Satan von David St. Clair zurückzuführen. Dessen Protagonist Ricky Kasso, der 1984 in Northport, New York einen satanistischen Mord begangen hat, trägt (wie David Schneiderman, ein englischer Hippie der 1960er Jahre im Umfeld der Band The Rolling Stones) den Spitznamen The Acid King. Lori S. zufolge stand der Bandname bereits fest, noch ehe sie sich mit Peter Lucas und wenige Monate später auch mit Joey Osbourne zu einer Band zusammen fand. Acid King spielte zunächst einige Konzerte mit Bands wie The Melvins, The Obsessed und Hawkwind, bevor die Band 1994 ihre erste EP veröffentlichte. Mit wechselnder Besetzung am Bass wurden bis 2006 zwei weitere EPs sowie drei Alben aufgenommen. Nach neunjähriger Schaffenspause folgte im Frühjahr 2015 die Veröffentlichung des vierten Studioalbums der Band, Middle of Nowhere, Center of Everywhere.

## Stil
Die Musik der Gruppe wird dem Stoner Doom zugeordnet. Vom traditionellen Doom Metal und Psychedelic Rock beeinflusst, ist die Musik von Acid King durch langsame, tief gespielte und stark verzerrte Gitarrenriffs charakterisiert, die von der markanten, „hypnotischen“ Stimme der Sängerin begleitet werden.
In einem Interview mit The Obelisk nennt Lori S. das Album Middle of Nowhere, Center of Everywhere „erwachsener“ als die früheren Veröffentlichungen. Sie wies jedoch ebenso darauf hin, dass sich Acid King kaum veränderten und eher Nuancen des Klangs variiert wurden. Sie zieht hierbei Parallelen zu anderen populären Gruppen, deren Stil sich auch über Jahrzehnte nur geringfügig verändert hat. Lori S. nennt das Album, im Vergleich zu den früheren Acid-King-Veröffentlichungen ein atmosphärischeres und weniger auf Härte und Lautstärke bedachtes Album.

## Mitglieder

### Derzeitige Mitglieder
- Lori S. (bürgerlich Lori Joseph) – E-Gitarre, Gesang (seit 1993)
- Bryce Shelton – E-Bass (seit 2021)
- Jason Willer – Schlagzeug (seit 2021)

### Vormalige Mitglieder
- Dale Crover – zusätzlicher Gesang auf der EP «Acid King»
- Joey Osbourne – Schlagzeug (1993–2017)
- Peter Lucas – E-Bass (1993–1996) – auf «Acid King» und dem Album «Zoroaster»
- Dan Southwick – E-Bass (1996–1998) – auf «Down with the Crown»
- Brian Hill – E-Bass (1998–1999) – auf «Busse Woods»
- Guy Pinhas – E-Bass (1999–2005) – auf «Free...» sowie «III»
- Rafa Martinez – E-Bass (2005–2006)
- Mark Lamb – E-Bass (2006–2017)

## Diskografie

### Studio-Aufnahmen
| Jahr | Titel                                   | Label                                  | Anmerkungen |
| ---- | --------------------------------------- | -------------------------------------- | --- |
| 1994 | Acid King                               | Sympathy for the Record Industry       | EP, wiederveröffentlicht auf The Early Years                                                                         |
| 1995 | Zoroaster                               | Sympathy for the Record Industry       | Album, wiederveröffentlicht auf The Early Years                                                                      |
| 1997 | Down with the Crown                     | Man’s Ruin Records                     | EP, wiederveröffentlicht als ein Split mit Altamont                                                                  |
| 1999 | Busse Woods                             | Man’s Ruin Records Small Stone Records | Album, 2004 wiederveröffentlicht mit Bonustracks (Small Stone) 2007 wiederveröffentlicht als Schallplatte (Kreation) |
| 2001 | Free...                                 | Man’s Ruin Records                     | EP, veröffentlicht als ein Split mit The Mystick Krewe of Clearlight                                                 |
| 2005 | Acid King III                           | Small Stone Records                    | Album, 2006 wiederveröffentlicht als Schallplatte (Kreation)                                                         |
| 2006 | The Early Years                         | Leaf Hound Records                     | Compilation mit remasters von Acid King and Zoroaster                                                                |
| 2015 | Middle of Nowhere, Center of Everywhere | Svart Records                          | Album |
| 2023 | Beyond Vision                           | Blues Funeral                          | Album |

### Beiträge zu Kompilationen
- Not Fragile (BTO-Cover) auf In the Groove (1999 The Music Cartel)
- Motorhead (Hawkwind Cover) auf Daze of The Underground (2003 Godreah Records)
- The Stake (Steve Miller Band Cover) auf Sucking the 70's – Back in the Saddle Again (2006 Small Stone Records)

(Not Fragile und Motorhead wurden auf «Busse Woods» wiederveröffentlicht)

## Filmografie
- Such Hawks Such Hounds: Scenes from the American Hardrock Underground. Dokumentarfilm von Jessica Hundley und John Srebalus (2009, DVDr, Long Song Pictures)